# Evgeny Ermenkov
Evgeny Ermenkov é um jogador de xadrez da Palestina com participação nas Olimpíadas de xadrez a partir de 2006. De 1978 a 1992, Evgeny competiu pela Bulgária conquistando a medalha de prata por performance individual em 1990 no quarto tabuleiro. Em 2004,  conquistou a medalha de ouro individual no primeiro tabuleiro e no ano seguinte a medalha de prata individual novamente no primeiro tabuleiro.